# Walter Shapiro
Walter Shapiro (Nueva York, 16 de febrero de 1947-Nueva York, 21 de julio de 2024) fue un periodista, escritor y columnista estadounidense.

## Primeros años
Shapiro nació en la ciudad de Nueva York y se crio en Norwalk, Connecticut. Se graduó en Brien McMahon High School, en el año 1965.
Shapiro asistió a la Universidad de Míchigan, donde fue editor de The Michigan Daily. Obtuvo su licenciatura en historia en 1970. Shapiro completó un trabajo de posgrado en la universidad en historia europea; como estudiante de posgrado, se postuló sin éxito para la Cámara de Representantes de los Estados Unidos, terminando segundo en una elección primaria demócrata de seis candidatos.

## Carrera profesional
Shapiro comenzó su carrera periodística como reportero de Washington para Congressional Quarterly (1969 a 1970).  Desde entonces, ha escrito para varias publicaciones, entre ellas USA Today (donde se desempeña como columnista de "Hype & Glory" dos veces por semana a partir de 1995), The Washington Post, Time (escritor sénior de 1987 a 1993, que cubre la campaña presidencial de 1992 de Bill Clinton), Newsweek (escritor político, 1983 a 1987), Esquire (columna mensual "Nuestro hombre en la Casa Blanca", 1993 a 1996), Washington Monthly (editor, 1972 a 1976), Salon.com y Politics Daily. Shapiro también ha escrito para The American Prospect  y ha sido columnista de Yahoo News y Roll Call.  Shapiro ganó el premio Sigma Delta Chi 2010 de la Sociedad de Periodistas Profesionales en la categoría de Escritura de Columnas en Línea (Independiente) por su artículo "Los costos sociales de nuestra cultura mediática estridente, hiperactiva y partidista", publicado en Politics Daily.
Shapiro fue secretario de prensa del secretario de Trabajo de Estados Unidos, Ray Marshall, de 1977 a 1978.  Fue redactor de discursos del presidente Jimmy Carter en 1979.  Ha cubierto nueve elecciones presidenciales de Estados Unidos . 
Shapiro completó una beca en Japón con la Sociedad Japonesa y ha sido miembro del Consejo de Ideas de la Fundación Gihon desde 1992.
Shapiro es un compañero en el Centro Brennan de la Universidad de Nueva York para la Justicia.  También es profesor de ciencias políticas en la Universidad de Yale.
Shapiro ha escrito One-Car Caravan: On the Road with the 2004 Democrats Before America Tunes In.  (PublicAffairs , 2003) y Hustling Hitler: How a Jewish Vaudevillian Fooled the Fuhrer (Blue Rider Press, 2016).
Shapiro realizó comedia stand-up durante muchos años, y en 1998 The Times of London lo describió como "uno de los principales satíricos políticos de Manhattan".  Sus columnas también han incluido la sátira.

## Vida personal
Shapiro estuvo casado con la escritora de revistas Meryl Gordon y residía entre Nueva York y Washington D. C. Falleció el 21 de julio de 2024 a los 77 años.